# Таубий
Таубий (карач.-балк. тау бий — горский князь) — балкарская родовая аристократия, управлявшая политической и социальной жизнью в балкарских обществах с эпохи Средневековья и до принятия российского подданства в XIX веке. Феодалы.

## История
Каждое балкарское общество управлялось своими таубиями (князьями).
Среди балкарцев существуют предания, согласно которым таубии Балкарского (Черекского) общества являются потомками Басията, пришедшего в общину приблизительно в XV-XVI в.
В устном народном творчестве балкарцев Басият фигурирует вместе со своим братом Бадилятом. Басият остановился в Черекском обществе Балкарии, а Бадилят в Дигорском обществе Северной Осетии. 
Известный российский кавказовед второй половины XIX века профессор В.Ф. Миллер записал в Балкарии несколько вариантов предания о происхождении Басиата. Согласно первому варианту, записанному со слов таубия хаджи Шаханова, Басиат и его брат Баделят являлись прямыми потомками Чингисхана, сыновьями хана Джанибека. 
Согласно второму преданию, записанному Миллером со слов таубия Абаева, братья Басиат и Баделят являлись осиротевшими сыновьями крымского вельможи, которые из-за притеснений в Крыму вынуждены были уйти на Кавказ. Первоначально братья поселились на р. Куме, а оттуда перешли на территорию Балкарии в местность Кашхатау. Там они расстались: Басиат остался в Балкарии и поселился около аула Кюннюм, на левом берегу Черека, а Баделят ушел в Осетию (Дигорию), где стал родоначальником дигорских феодалов баделятов.

В свою очередь российский и советский публицист и этнограф Мисост Абаев пишет: 
"О происхождении (Басията) существует следующее предание: два брата Басият и Бадилят прибыли на Кавказ из Венгрии (по другому преданию - из Крыма) и сначала пробрались в ущелье реки Урух, где жили дигорцы (и теперь живут) из племени осетин. У братьев этих были ружья, одна лошадь и один мул. На равнине на лошади поехал старший брат Басиат, а в горах он пересел на мула, а дигорцы, не видавшие до этого времени лошади, Бадилята приняли за старшего и оказали ему больше почета, а после одного случая они его признали за необыкновенного человека и стали ему подчиняться. Случай этот следующий: враждебное племя угнало у дигорцев скотину, Бадилят пустился в погоню за неприятелем и, догнав его, выстрелил по нему из своего ружья, и неприятель, не имевший понятия об огнестрельном оружии, испугался звука и дыма, происшедших от выстрела, бросил скот и убежал. После этого Басиат решил искать счастья в другом месте, переехав через высокие хребты гор, отделявшие Дигорское ущелье от Малкарского, поехал к малкарам (балкарцам), где и был принят".
Потомками Басията считаются балкарские таубии Абаевы, Айдаболовы (возможно, Айдаболовы ведут своё происхождение из тюрко-монгольского рода аргунов), Амирхановы, Биевы, Боташевы, Джанхотовы, Кучуковы (ветвь Абаевых) и Шахановы в Балкарском (Черекском) обществе. 
М.Абаев пишет о кумыкском либо брагунском происхождении таубиев Мисаковых, а В.Миллер - о маджарском. Брагунское происхождение имеют и балкарские таубии Жаниюковы (Жаноковы).
В Чегемском обществе правили княжеские фамилии таубиев Балкаруковых, Барасбиевых, Кучуковых и Келеметовых. Родоначальником первых трёх фамилий, согласно мнению исследователей, был некий Анфако из черкесов-абадзех. Келеметовых — выходец из Дигории.
Таубиями Хуламского общества были Шакмановы, Безенгийского — Суншевы (Суюнчевы). В документах сословно-поземельной комиссии Терской области отмечается, что Суюнчевы вели свое происхождение от Барак-хана, к которому возводили свою генеалогию и брагунские (кумыкские) князья Таймазовы. В Баксанском ущелье правили таубии Урусбиевы.
Старейший и наиболее авторитетный из таубиев носил звание олий и считался правителем всего народа. Он также возглавлял высший законодательный и судебный орган Балкарии тёре.

## Этноним
По имени таубиев Балкарского общества грузины в средневековых источниках называли территорию проживания балкарцев Басианией, а самих балкарцев басиянами.